# Ђомлезе
Ђомлезе (мкд. ѓомлезе) македонско је традиционално јело, симбол кулинарства у Охриду и Струги. Назив јела потиче од турске речи gözleme, што значи обланда. Традиционално ђомлезе се спрема само од брашна, воде и соли, а у новије време му се додаје и уље и пече се испод сача. У македонским ресторанима се ово јело често нуди као специјалитет.
Покренута је и иницијатива за брендирање овог кулинарског специјалитета у Охриду.

## Рецепт
Два килограма брашна раствораити у води тако да се добије средње густа каша. Посолити по укусу. Тепсија у којој се прави ђомлезе ставља се на ногаре сача да се загреје. Након што се тепсија угреје, премазује се уљем, у тепсију се сипа један део смеше и покрива се топлим сачем. Након што се испече прва кора, поступак се понавља све док се не потроши смеса. Потребно је неколико часова да се припреми ђомлезе.

## Галерија
- Припрема ђомлеза
- Ђомлезе са салатом